# 스팀보이
《스팀보이》(일본어: スチームボーイ)는 일본에서 감독된 오토모 가츠히로 감독의 2004년 애니메이션, 액션, 가족, 스릴러 영화이다.

## 줄거리
19세기 중반, 세계 최초의 만국 박람회를 목전으로 둔 영국, 사람들은 ‘새로운 발명’의 기대에 가슴을 부풀이고 있었다. 연구를 위해 도미중인 발명가 아버지 에디와 조부 로이드의 귀가를 기다리는 소년 레이 또한 발명이라면 자다가도 벌떡 일어나는 사내 아이다.
그런 어느 날 레이의 앞에 수수께끼의 금속 볼이 전달된다. 조부 로이드로부터 배달 된 것이었다. 때마침 아버지와 조부를 미국에 부른 오하라 재단의 사람이라 칭하는 남자들이 나타나 그 볼을 빼앗으려고 한다.
레이는 자신이 만든 외바퀴 증기차를 차고 도망치려 하지만, 증기톱니바퀴 열차로 추격해 온 남자들에게 잡혀 만국 박람회의 파빌리온에 갇혀 버린다.
그곳에서 레이는 미국에 있어야 할 아버지 에디와 재회하고 금속볼의 비밀을 알게 된다.
초고압의 증기를 고밀도에 봉인하여 담은 구체.
그것은 인류의 역사를 바꿀 수 있을 정도의 위력을 지닌 경이의 발명품 “스팀볼”이었던 것이다! 재단은 그 힘을 무기화하여 온 세상에 팔려 하고 있었던 것.
“할아버지는 전쟁을 위해 스팀볼을 발명한 것이 아니야!”레이와 재단의 볼을 둘러싼 분쟁은 이윽고 영국군까지 출동하게 하면서 큰 소란을 불러 일으킨다. 그 소동 중에 스팀볼에 얽힌 새로운 비밀이 밝혀지는데…과연 이 신비에 싸인 스팀볼은 ‘사람들에게 행복을 가져오는 꿈의 힘’인가,
혹은.. ‘악마의 발명’ 인가?